# Lysimachia decurrens
Lysimachia decurrens là một loài thực vật có hoa trong họ Anh thảo. Loài này được G. Forst. mô tả khoa học đầu tiên năm 1786.